# Ludwig Zimmermann (Schauspieler)

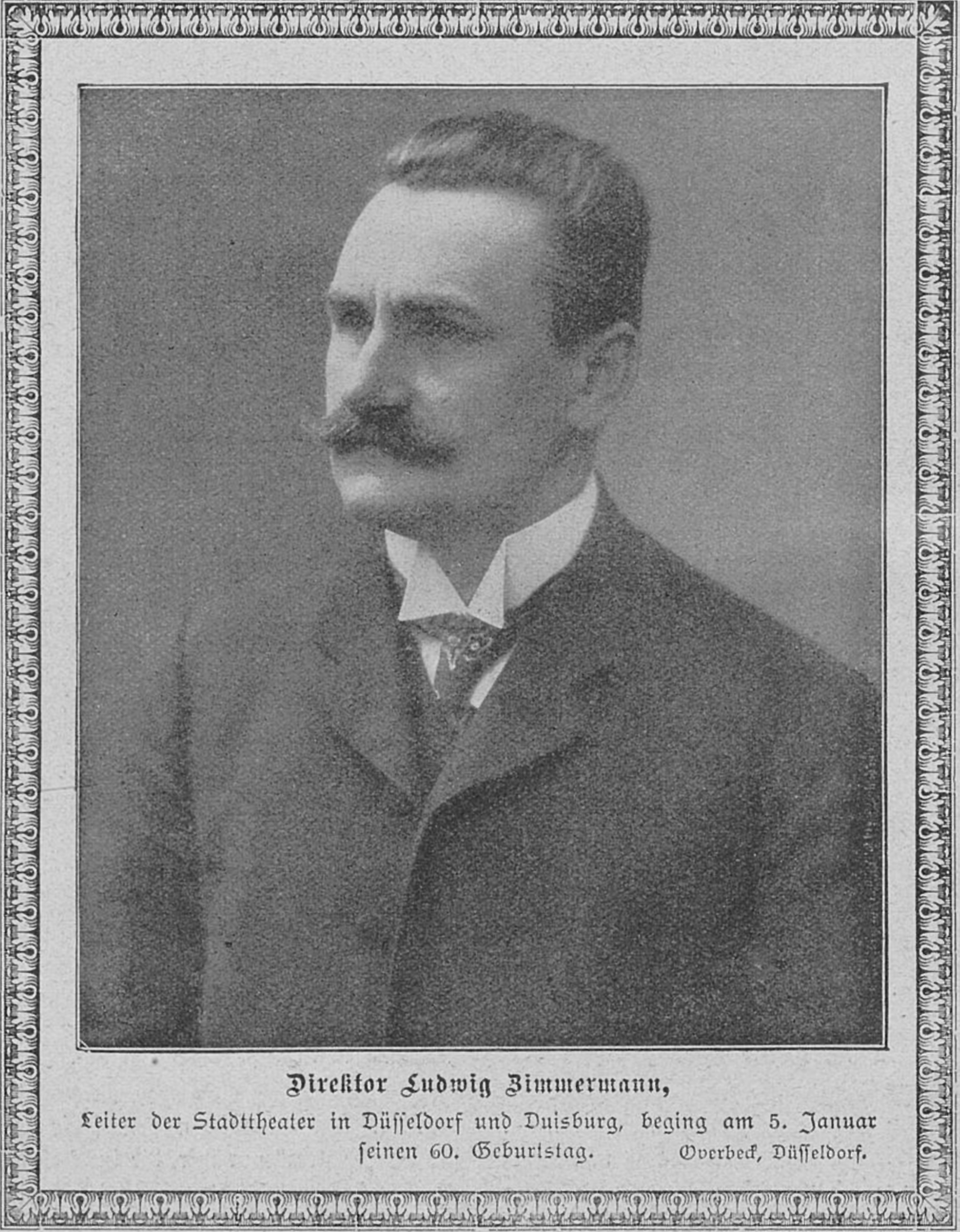
Ludwig Zimmermann, 1914

Ludwig Heinrich Zimmermann (* 5. Januar 1854 in Lichtenberg, Königreich Sachsen; † 6. Januar 1934 in Köln) war ein deutscher Schauspieler und Theaterleiter.

## Leben
Zimmermann war Sohn eines sächsischen Gutsbesitzers. Nach Absolvierung eines Realgymnasiums in Dresden schloss er sich als Debütant ohne schauspielerische Ausbildung einer reisenden Theatertruppe in Pirna an, mit der er dann auf Wanderschaft ging. Nach einem ersten, festen Engagement in Halle (Saale) war er 1874/75 am Hoftheater Meiningen beschäftigt, 1875 in Bayreuth, dann in Passau, Aachen, Gera und Magdeburg. In den Jahren 1878 bis 1882 wirkte er am Hoftheater Oldenburg. Anschließend war er bis 1903 Mitglied des Stadttheaters Köln. Von 1903 bis 1920 stand er als Direktor den vereinigten Stadttheatern Düsseldorf-Duisburg vor. Angesichts der Konkurrenz durch das 1904 gegründete Schauspielhaus Düsseldorf, das unter der Leitung von Louise Dumont und Gustav Lindemann hochqualifiziertes Schauspiel anbot, verlegte Zimmermann den Schwerpunkt seines Hauses auf die Oper. 1906 erfolgte unter seinem Direktorat nach Plänen des Architekten Hermann vom Endt ein erster Umbau des Stadttheaters zum Opernhaus Düsseldorf.  
Zimmermann war Ehrenmitglied des Deutschen Bühnenvereins.